# El último tren (película)
El último tren (también Corazón de fuego o Los durmientes) es una película de comedia dramática y road movie 2002 coproducida por Uruguay, Argentina y España. Dirigida por Diego Arsuaga, es una comedia dramática protagonizada por Federico Luppi, Héctor Alterio, Pepe Soriano y Gastón Pauls.
La película se exhibió en varios festivales, como el Festival Internacional de Cine de Montreal (Canadá), el Festival Internacional de Cine de Palm Springs (Estados Unidos), el Cinémas d'Amérique Latine de Toulouse (Francia), el Festival Internacional de Cine de Copenhague (Dinamarca) y el Festival de Cine de Hamburgo (Alemania).

## Sinopsis
La noticia de la compra de una histórica locomotora uruguaya del siglo xix por un estudio de Hollywood es motivo de orgullo para muchos uruguayos, aunque no es bien recibida por los veteranos miembros de la asociación Amigos del Riel, quienes, decididos a boicotear el traslado de la locomotora a Estados Unidos y movidos por la consigna «el patrimonio no se vende», secuestran la máquina y se lanzan a recorrer las vías del interior del país. Mientras son perseguidos por las autoridades, encuentran la solidaridad de los pueblos aislados y abandonados por la falta de un medio de transporte que para los pasajeros hace tiempo dejó de funcionar.

## Protagonistas
- Federico Luppi como Pepe
- Héctor Alterio como el profesor
- Pepe Soriano como Dante
- Gastón Pauls como Jimmy Ferreira
- Elisa Contreras como Micaela
- Saturnino García como De León
- Franklin Rodríguez como reportero
- Jorge Bolani como el Dr. Sichero
- Hugo Blandamuro como Dolichero
- Juver Salcedo como anciano

## Premios
- Premios Goya (2003): premio a la mejor película extranjera de habla hispana.
- Festival Internacional de Cine de Montreal (2002): premio Bélanger Sauvé al mejor largometraje latinoamericano, Diego Arsuaga; mejor guion, Diego Arsuaga; premio du jury œcuménique, Diego Arsuaga.
- Semana Internacional de Cine de Valladolid (Seminci; 2002):
  - premio Pilar Miró al mejor director novel;
  - premio Mejor Actor (ex aequo) al terceto Luppi-Alterio-Soriano;
  - premio del Público a la mejor película.
- Asociación de Críticos de Cine del Uruguay (2002): mejor película uruguaya.
- Premio Ariel, México (2003): mejor película latinoamericana.
- Festival de Cine de Gramado (2003): Premio del Jurado Popular y Premio Especial del Jurado en la competición Largometrajes Latinos.
- Festival de Cine de Lima (2003).

### Otras nominaciones
- Festival Internacional de Cine de Montreal (2002): Grand Prix des Amériques, Diego Arsuaga.
- Semana Internacional de Cine de Valladolid (2002): Golden Spike, Diego Arsuaga.
- Asociación de Cronistas Cinematográficos de la Argentina (2003): Cóndor de Plata al mejor actor, Héctor Alterio y Pepe Soriano, y a la mejor música, Hugo Jasa.

## Datos de interés para ferroviarios y aficionados al tren
- Locomotora: CT 33 (030-ténder), número ficticio para la película. La máquina usada realmente es una Orenstein & Koppel 0-3-0 sin ténder número 1 de 1912 (número de fábrica 5433), propiedad de la Administración Nacional de Puertos y cedida a la verdadera Amigos del Riel.  Debido a la participación en la película y para aumentar su autonomía de acción, conservó el tender con la leyenda en su lateral "Corazón de Fuego".

- Estaciones avistadas: Talleres Peñarol (Montevideo, Uruguay), Estación Tambores - Villa Tambores, Valle Edén (Uruguay, 45017).  Chamberlain (Uruguay).

- Obras de arte:  el túnel que se ve en la película, es el único existente en Uruguay, entre las estaciones de Bañados de Rocha y Paso del Cerro en Tacuarembó, sobre la línea Montevideo-Rivera.

- Otro material rodante: Acoplado de ferrobús serie 998, Uerdingen railbus, arribados usados de Alemania entre 1981 y 1982 para la Administración de Ferrocarriles del Estado numerados en Uruguay entre el 71 y el 85.  Las motrices fueron numeradas entre el 301 y el 312 y duraron 2 años en servicio, dando mejor resultado los coches con un solo motor, serie 795, de los cuales Uruguay recibió 16 (y 12 acoplados).  El de la película es el 85 que se utilizaba como arenador en los talleres de Peñarol aunque en ese momento estaba ya abandonado y fue desguazado años después.